# 北畠謙太郎
北畠 謙太郎（きたばたけ けんたろう、1960年 - ）は、教育ソフトベンチャー企業株式会社メディア・ファイブ代表取締役。埼玉県生まれ、埼玉大学教育学部卒。
コナミを経て日本総研 研究事業本部所属研究員として11年新規事業経営コンサルティングをおこなう。
IT、マルチメディア、インターネット、医療システム、学校経営、ナレッジマネジメント等多数のプロジェクトを手がける。
メディア・ファイブを1993年に設立し、以後経営を13年手がける。
2005年1月～5月教育ソフト販売金額No.1に導く。
1999年「エデュカートリッジ・データ・システム」を考案・開発（特許4件出願中）。

## 著書
- 『明日の事業開発』（共著）